# Johanna Stokhuyzen-de Jong
Johanna Petronella Lambertina (Johanna) Stokhuyzen-de Jong (Leiden, 17 augustus 1895 - Oegstgeest, 28 oktober 1976) was een Nederlandse schermster. 
Zij nam eenmaal deel aan de Olympische Spelen, maar won hierbij geen medailles.
Ze maakte haar olympische debuut op de Olympische Spelen van 1924 in Parijs. Op het onderdeel floret individueel verloor ze al haar zes partijen.